# Червоненька квіточка
«Червоненька квіточка» (рос. «Аленький цветочек») —  народна казка, записана  російським письменником Сергія Тимофійовича Аксакова «за словами ключниці Пелагії». Одна з численних варіацій сюжету «Красуня і чудовисько», зокрема  схожі сюжетні лінії простежуються у «Пёрушко Финиста, ясна сокола» та «Заклятой царевич», опублікованих у збірці «Народныя русския сказки» О. Афанасьева (1855).
Казка була вперше надрукована Аксаковим у 1858 році як додаток до автобіографії «Дитячі роки Багрова-онука», щоб, за зауваженням самого автора, не переривати розповіді про дитинство.

## Сюжет
Безіменний (як і усі персонажі казки) купець, вирушаючи в торгових справах у далекі краї, запитує у трьох своїх доньок, що б вони хотіли отримати в подарунок по його поверненні. Старша донька просить вінець з самоцвітів коштовних. Середульша замовляє чарівне люстерко з кришталю східного, в якому завжди виглядатиме молодою та вродливою, а наймолодша просить батька привезти їй червону квітку, яка є найкращою і найгарнішою у цілім світі. 
Подорожуючи два роки заморськими краями, купець знаходить усе, що обіцяв двом своїм донькам, за винятком червоненької квіточки для меншої. Аж тут на караван його нападають розбійники, купець змушений тікати від них та сам-один потрапляє до  дрімучого лісу чарівного, в якому шлях перед ним відступається, а назад не пускає. Таким чином купець потрапляє до галявини, на якій стоїть розкішний мармуровий палац у золоті, смарагдах та малахітах у якому порожньо, але усі побажання умить збуваються. Купець обходить довкола палацу та знаходить в саду ту саму квіточку, гарну та пишну, таку, як просила найменша донька.
Але у той момент, коли він зриває квітку, на небі погідному  сяйнула блискавка і вдарив грім, земля задрижала і перед очима купця начебто з під землі з'явився господар чарівного палацу — начебто звір не звір, людина не людина — жахливе чудовисько волохате з диким голосом, яке спочатку хоче занапастити купця за те, що останній зірвав його улюблену квітку. Дізнавшись про причину цього, воно пробачає купцеві й навіть дозволяє йому забрати квітку з собою, але за умови, що одна з його доньок прибуде до палацу.Чудовисько дає йому золотий перстень, кажучи, що той, хто одягне його, перенесеться  з місця на місце миттєво, але якщо жодна з його доньок не захоче цього добровільно, то купець сам мусить повернутися сюди за три дні й три ночі на покарання, а за невиконання звір його все одно знайде і за це буде кара люта.
Давши слово чесне чудовиську лісовому одягнув купець перстень на палець і відразу ж опинився у брами свого подвір'я одночасно з прибуттям караванів своїх багатих з челяддю вірною, і привезли вони скарбів й краму утроє проти минулого. Повернувшись додому, батько дарує донькам обіцяні подарунки, на наступний ранок розповідає по черзі кожній з них про пригоду, яка з ним трапилася, і запитує їх про те, чи не погодяться вони врятувати його від смерті лютої та відправитись до палацу чарівного, до звіра страшного. Старша й середульша навідріз відмовляються відправлятися у невідомість та заявляють, що нехай туди відправляється найменша, яка ту червоненьку квіточку забажала. Наймолодша донька, навіть не дослухавши батька, відразу ж погоджується. Зі слізьми одягає купець на мізинець доньки перстень і та в той самий час опиняється разом зі своїми пожитками в ошатному палаці чудовиська, чий невидимий господар починає спілкуватись з нею словесами вогняними на стінах мурованих з запевненнями турбуватись про неї й виконувати будь-які її забаганки. Дівчина поступово звикла до неземної розкоші та турботливої уваги до себе і  незабаром забажала від чудовиська нарешті спочатку почути його голос, а згодом і побачити невидимого господаря.
Наважившись відгукнутись на благальні прохання коханої їм дівчини чудовисько їх виконує. Отямившись від почутого та побаченого дівчина поступово звикає до чудовиська й у неї до звіра виникають приязні почуття. 
Одного разу дівчині привидівся сон у якому батько її занедужав. Вона умовляє чудовисько відпустити її відвідати батька та сестер. Звір пояснює любій, що вона вільна у виборі й у неї є чарівний перстень, який миттєво перенесе її додому, Але нехай знає: якщо вона не повернеться за три дні та три ночі він помре, бо не зможе жити без неї. Запевнивши звіра лісового у тому, що за годину до вказаного строку вона обов'язково повернеться, дівчина одягає перстень.
Опинившись вдома дівчина відверто розповідає батьку, який занедужав від туги за нею, та сестрам про своє чудове життя в достатках та душевній гармонії та про свою обіцянку вчасно повернутись до чудовиська. Але сестри, позаздривши її життю в розкошах, спочатку відмовляють молодшу, а коли це не вдається, переводять годинники у теремі на годину назад. Відчувши неладне, дівчина за хвилину до визначеного строку повертається до палацу. І знаходить вона чудовисько що помирає, з її квіточкою червоненькою у лапах потворних. Обійнявши його зі словами кохання до нього і запевненням жити з ним у шлюбі вічно дівчина повертає звіра до життя, а сама непритомніє. Отямившись бачить вона себе на золотому престолі поряд з принцом, як сонце гарним, з короною на голові, а поряд її батько та сестри. І признався принц, що королівської крові, був у дитинстві викрадений злою чаклункою, яка зачарувала його в чудовисько потворне, гидке і страхітливе, аж поки якась дівиця красна не покохає його щиро і побажає вийти за нього заміж. І що був він потворою тридцять років, що було у нього одинадцять спроб сподобатись іншим дівчатам і на дванадцятій спробі, дякуючи за любов її до нього, він позбувся чаклунського закляття. Батько дівчини поблагословив доньку наймолодшу на шлюб з принцом-королевичем, тоді справили бучний весільний бенкет і стали щасливі молодята вкупі жити поживати й добра наживати.

## Екранізації
- 1952 — «Червоненька квіточка» — радянський мультфільм, режисер Лев Атаманов, «Союзмультфільм».
- 1977 — «Червона квіточка» — радянський художній фільм-казка, режисер Ірина Поволоцька, Кіностудія ім. М. Горького.
- 1991 — «Казка про купецьку дочку і таємничу квітку» — радянський художній фільм-казка, режисер Володимир Грамматиков, Творче об'єднання «Контакт», Кіностудія ім. М. Горького.

## Переклади українською мовою
- Червоненька квіточка (Казка ключниці Пелагії). Перекл. Олени Пархомовської // C. Аксаков. Твори — К: Держлітвидав України, 1956 — с. 477-495
- Червоненька квіточка. Перекл. Бориса Попеля— К: Веселка, 1968 — 36 с.